# نادر الترهوني
نادر الترهوني (مواليد 24 أكتوبر 1979 في طرابلس) لاعب وسط كرة قدم ليبي. كان عضواً في منتخب ليبيا.
شارك الترهوني في بطولة أمم أفريقيا للمحليين 2009.